# 運用会社
資産運用会社（しさんうんようがいしゃ、英: asset management firm）とは、広義には投資家の資産を預かり、その資産運用を代行する企業のことである。狭義には投資信託（ファンド）の運用の指図を行う企業のことで、投信会社や運用委託会社とも呼ばれる。ここでは、後者について記述する。

## 概要
資産運用会社は、銀行や証券会社等の販売会社が投資家に販売する投資信託を開発し、運用している。投資家（顧客）が投資信託を購入すると、その資金は信託財産として受託会社（主に信託銀行）に預けられ、その運用は運用会社に任される。運用会社は信託財産の委託者として、投資信託の運用方針に従い、預けられた資金を株式や債券といった資産に投資する。運用会社は投資信託の運用・管理費用として委託者報酬と呼ばれる手数料を信託財産から日々控除するが、これが運用会社の主な収益源となる。一般的に、この委託者報酬は予め定められた料率であり、運用成果に基づく成功報酬ではない点でヘッジファンドとは異なっている。
金融業の中では、証券会社は株式や債券等の有価証券を投資家に販売するためセルサイドと呼ばれる一方で、運用会社は機関投資家としてそれら有価証券を購入するためバイサイドと呼ばれる。また、販売会社がセールスする金融商品のメーカーとしての役割を担っており、保険会社と似ている側面を持つが、運用会社は投資家に直接商品の販売（直販）を行う場合は少ないという点で異なっている。

## 欧米の運用会社

### 歴史
欧米では資産運用会社と証券会社は別々に発展した歴史がある。資産運用会社は王侯貴族や大富豪（イタリアのメディチ家が代表例）の資産を運用するビジネスとして発展したもので数百年の歴史を有する。一方、証券会社は19世紀の株式市場成立におけるブローカーから発展した業態である。
ブラックロック、バンガード・グループ、ステート・ストリートは世界三大運用会社「ビッグスリー」として知られ、いずれもアメリカに本社を置く企業である。バンガードの創業者であるジョン・ボーグルは世界で初めて個人投資家向けのインデックスファンドを設定・販売した人物である。

### 主な投資信託運用会社

#### 世界三大運用会社
- ブラックロック
- バンガード・グループ
- ステート・ストリート

#### その他の運用会社
- アバディーン
- アクサ・インベストメント・マネージャーズ
- アリアンツ・グローバル・インベスターズ
- アライアンス・バーンスタイン
- アムンディ
- イーストスプリング・インベストメンツ
- インベスコ
- ウエスタン・アセット
- ウエリントン・マネージメント
- HSBC投信
- MFSインベストメント・マネジメント
- NNインベストメント・パートナーズ
- ゴールドマン・サックス・アセット・マネジメント
- JPモルガン・アセット・マネジメント
- ジャナス・ヘンダーソン
- シュローダー
- ソシエテ・ジェネラル・オスマン・マネジメント
- ドイチェ・アセット・マネジメント
- ニューバーガー・バーマン
- パインブリッジ・インベストメンツ
- BNPパリバ インベストメント・パートナーズ
- BNYメロン・アセット・マネジメント・ジャパン
- ピクテ投信投資顧問
- ピムコジャパンリミテッド
- フィデリティ投信
- フランクリン・テンプルトン・インベストメンツ
- プルデンシャル・インベストメント
- ベアリング・アセット・マネジメント
- ベイリー・ギフォード
- マニュライフ・アセット・マネジメント
- モルガン・スタンレー・アセット・マネジメント投信
- UBSアセット・マネジメント
- ラッセル･インベストメント

## 日本の運用会社
日本においては主に、金融商品取引法に規定される投資運用業を行う者を指す。また、公的・私的年金資産などの運用を行う投資顧問を兼業する場合も多い。

### 歴史
日本の資産運用会社は1940年前後の証券規制のもとで証券会社の子会社として成立した。今でも日本における資産運用会社は銀行や証券会社、もしくはそれらを母体とする金融持株会社の子会社の形態であることが多い。これは、海外の大手運用会社が独立系や親会社である点と対照的である。欧米と違って日本ではまだ資産運用の歴史が浅く、強力な販売力に頼らざるを得ないという理由もある。
近年、個人の資産運用ニーズの高まりや、貸出残高の伸び悩む銀行の新たな収益源として、資産運用業界は金融業の中でも数少ない成長産業と見なされており、メガバンクグループを中心に運用会社の再編が進んでいる 。

### 主な投資信託運用会社

#### 銀行系
- 三菱UFJアセットマネジメント （三菱UFJ信託銀行系）
- 三井住友DSアセットマネジメント （三井住友銀行系）
- アセットマネジメントOne （みずほFGと第一生命が出資）
- 三井住友トラスト・アセットマネジメント （三井住友信託銀行系）
- 日興アセットマネジメント （三井住友信託銀行系）
- りそなアセットマネジメント （りそな銀行系）
- ちばぎんアセットマネジメント （千葉銀行系）
- 中銀アセットマネジメント（中国銀行系）
- ワイエムアセットマネジメント（山口銀行系）
- スカイオーシャン・アセットマネジメント （横浜銀行と三井住友信託銀行が出資）
- あおぞら投信 （あおぞら銀行系）
- しんきんアセットマネジメント投信 （信金中央金庫系）
- 農林中金全共連アセットマネジメント （農林中央金庫系）
- JP投信（ゆうちょ銀行系）
- オールニッポン・アセットマネジメント（地方銀行合弁）

#### 証券系
- 野村アセットマネジメント （野村證券系）
- 大和アセットマネジメント （大和証券系）
- 岡三アセットマネジメント （岡三証券系）
- いちよしアセットマネジメント （いちよし証券系）
- auアセットマネジメント（auフィナンシャルホールディングス系）
- SBIアセットマネジメント（SBI証券系）
- レオス・キャピタルワークス（SBI証券系）
- SBI岡三アセットマネジメント（SBI証券・岡三証券合弁）
- 楽天投信投資顧問（楽天証券系）
- マネックス・アセットマネジメント（マネックス証券系）
- PayPayアセットマネジメント（PayPay証券系）

#### 保険系
- ニッセイアセットマネジメント （日本生命系）
- T&Dアセットマネジメント （T&Dホールディングス系）
- 朝日ライフアセットマネジメント （朝日生命系）
- 東京海上アセットマネジメント （東京海上系）
- SOMPOアセットマネジメント （SOMPO系）
- 明治安田アセットマネジメント （明治安田生命系）

#### 独立系
- 日立投資顧問（日立製作所系）
- アストマックス投信投資顧問（ヤフーとアストマックスの合弁）
- ユニオン投信（労働組合系）
- さわかみ投信
- コモンズ投信
- 鎌倉投信
- ありがとう投信
- クローバー・アセットマネジメント
- スパークス・アセット・マネジメント
- シンプレクス・アセット・マネジメント
- ファンドクリエーション
- プラザ アセット マネジメント
- セゾン投信（クレディセゾン系）
- GCIアセット・マネジメント（Caygan Capital）
- fundnote

## 運用会社の主な職種
- ファンドマネージャー
- トレーダー
- アナリスト
- ストラテジスト
- エコノミスト
- リレーションシップマネージャー